# Elbridge G. Lapham
Elbridge Gerry Lapham, född 18 oktober 1814 i Farmington, New York, död 8 januari 1890 i Canandaigua, New York, var en amerikansk republikansk politiker.
Lapham inledde 1844 sin karriär som advokat i Canandaigua, New York. Han var delegat till delstatens konstitutionskonvent 1867. Lapham var ledamot av USA:s representanthus från delstaten New York 1875-1881. Han var en av representanthusets åklagare när tidigare krigsministern, general William W. Belknap 1876 drogs inför riksrätt.
Senator Roscoe Conkling avgick 1881 och Lapham blev utnämnd till USA:s senat. Han tjänstgjorde i senaten till slutet av Conklings mandatperiod men var inte kandidat till omval i 1884 års kongressval. Lapham var ordförande i senatens fiskeriutskott (Committee on Fish and Fisheries). Efter att 1885 ha lämnat senaten fortsatte han sin karriär som advokat i Canandaigua. Hans grav finns på Woodlawn Cemetery i Canandaigua.